# Bill Mlkvy
William „Bill“ Paul Mlkvy (* 19. Januar 1931 in Palmerton, Pennsylvania; † 12. Dezember 2024) war ein US-amerikanischer Basketballspieler der Philadelphia Warriors in der National Basketball Association. Wegen seines ungewöhnlichen Nachnamens und seiner Mitgliedschaft bei den „Eulen“ des Temple Owls-Basketballteams der Temple University war der Spitzname des 1,95 m großen Flügelspielers „The Owl without a Vowel“ (die Eule ohne Vokal).

## Sportliche Laufbahn
Mlkvy war an der Temple University in Philadelphia ein herausragender College-Spieler, der von 1949 bis 1952 Rekorde setzte in erzielten Punkten und gegriffenen Rebounds. Einmal erzielte er 73 Punkte in einem Spiel, was damals NCAA-College-Rekord war, und hatte eine Saison, in der er 29,2 Punkte pro Spiel erzielte und ins All-American-Team der besten US-Collegespieler gewählt wurde. Neben dem Basketball ließ sich der als „The Owl without a Vowel“ bekannte Spieler auch zum Zahnarzt ausbilden. 1971 wurde er für seine Verdienste in die Temple University Hall of Fame aufgenommen.
Mlkvy wurde im Jahre 1952 von dem heimischen Philadelphia Warriors als „heimischer Spieler“ (territorial pick) gedraftet. Er beendete seine einzige NBA-Saison mit eher enttäuschenden 5,8 Punkten und 3,3 Rebounds pro Spiel und wechselte dann in die U.S. Army. Er erreichte die Stellung eines Majors und ging nach seiner Armeekarriere ins Zahnarztgeschäft. In seinem Wohnort Newtown, Pennsylvania arbeitete Mlkvy als Zahnarzt und gründete dann „Billing Solutions Inc.“, eine Firma, die sich auf die Finanzrechnung in der Dentalbranche spezialisiert. Er besaß drei Niederlassungen.
Mlkvy war verheiratet mit Barbara und lebte in Newtown, Pennsylvania.